# Panasonic Corporation
Panasonic Corporation (パナソニック株式会社, Panasonikku Kabushiki-gaisha), anteriormente conhecida como Matsushita Electric Industrial Co., Ltd., é uma fabricante japonesa de produtos eletrônicos, estabelecido em Kadoma, Osaka, no Japão.
A empresa foi fundada em 1918 como produtora de tomadas e lâmpadas e cresceu se tornando uma das maiores produtoras japonesas de eletrônicos, juntamente com a Sony, Hitachi, Toshiba e Canon Inc. Além de produtos eletrônicos, oferece produtos e serviços não eletrônicos como home serviços de renovação. A Panasonic é o quarta maior fabricante de televisores do mundo em participação de mercado até 2012.
Panasonic tem uma listagem primária no Bolsa de Valores de Tóquio e é um constituinte dos índices Nikkei 225 e TOPIX. Tem uma listagem secundária no Bolsa de Valores de Nagoya.

## Nome
De 1935 a 1 de outubro de 2008, o nome da empresa era "Matsushita Electric Industrial Co., Ltd." Em 10 de janeiro de 2008, a empresa anunciou que mudaria seu nome para "Panasonic Corporation", em vigor em 1º de outubro de 2008,  para se conformar como marca global "Panasonic". A mudança de nome foi aprovada em uma assembleia de acionistas em 26 de junho de 2008, após consulta à família Matsushita.

## Empresas do grupo
- Panasonic
- National